# Symptomatologia kryminalna
Symptomatologia – dział kryminologii zajmujący się symptomami (czyli zewnętrznymi przejawami) przestępczości. W jej kręgu zainteresowań znajduje się również tzw. modus operandi (sposób działania sprawcy).